# Ismaele Mario Castellano
Ismaele Mario Castellano, O.P. (Borgo d'Oneglia, Itália, 22 de setembro de 1913 — Siena, Itália, 12 de abril de 2007) foi um prelado da Igreja Católica e arcebispo da Arquidiocese de Siena-Colle di Val d'Elsa-Montalcino em Siena, Itália.

## Biografia
Nasceu em Oneglia em 22 de setembro de 1913. Era primo de outro ilustre italiano nascido em Oneglia: Alessandro Natta, secretário do Partido Comunista Italiano.

### Educação e Ministério Sacerdotal
Ingressou no seminário de Oneglia, na diocese de Albenga-Imperia, formou-se em Direito em 1936 e, em 1937, ingressou na Ordem dos Pregadores (Dominicanos). Foi ordenado sacerdote em 5 de julho de 1942. Formou-se também em Direito Canônico pela Pontifícia Universidade São Tomás de Aquino, em Roma, onde lecionou até 1954.

### Ministério Episcopal
Foi eleito Bispo de Volterra pelo Papa Pio XII em 24 de agosto de 1954 e consagrado em 31 de outubro de 1954, na Basílica de Santa Maria sobre Minerva pelo Cardeal Adeodato Giovanni Piazza O.C.D., tendo como co-consagradores o Bispo Dino Luigi Romoli, O.P., de Pescia, e o Bispo Antonio Bagnoli, de Fiesole, seu antecessor como bispo de Volterra. Em 3 de agosto de 1956, foi promovido à sede titular de Colossos e nomeado Assistente Eclesiástico Nacional da Ação Católica.
Em 6 de junho de 1961, o Papa João XXIII o transferiu para o cargo de Arcebispo Metropolitano de Siena, onde tomou posse em 15 de agosto. Participante e padre conciliar ativo em todas as sessões do Concílio Vaticano II, foi instrumental em um período de grande transformação para a reorganização dos distritos diocesanos dentro do território da sede metropolitana de Siena. Em 1970, foi nomeado administrador apostólico de Montepulciano, Chiusi e Pienza. Em 7 de outubro de 1975, acrescentou o título de bispo de Colle di Val d'Elsa e, em 19 de janeiro de 1978, o de Montalcino. Durante seu episcopado em Siena, foi auxiliado por vários bispos auxiliares, dois dos quais ele mesmo consagrou na Catedral de Siena: Enrico Petrilli, ex-vigário geral da arquidiocese, eleito bispo titular de Apolloniade em 2 de setembro de 1963 e ordenado em 6 de outubro de 1963; e Alberto Giglioli, ex-reitor do Pontifício Seminário Regional "Pio XII" em Siena, eleito para a sede titular de Bitilio em 24 de abril de 1970 e consagrado em 13 de junho de 1970. Após completar seu mandato como administrador de Montepulciano, Chiusi e Pienza em 1975, Alberto Giglioli foi nomeado bispo de ambas as sedes.
Em 14 de setembro de 1980, sexto centenário do falecimento de Santa Catarina, ele recebeu o Papa João Paulo II em sua primeira visita à Igreja de Siena.
Como dominicano, era devoto e profundo conhecedor de Santa Catarina de Siena. Aprofundou seu conhecimento da vida e espiritualidade da Santa ao longo de sua vida, e seus estudos o levaram a trabalhar para que ela fosse proclamada Doutora da Igreja em 4 de outubro de 1970, por ordem do Papa Paulo VI. Após esse evento, ele também promoveu a fundação da Associação Ecumênica dos Caterinati, uma associação religiosa que surgiu da antiga Confraria de Santa Catarina em Fontebranda e que se espalhou pela Itália e pelo mundo, tornando-se a Associação Internacional dos Caterinati em 1992. De 1970 a 1990, ele atuou como presidente e, posteriormente, até sua morte, como presidente honorário.
A partir de 1970, ele também começou a trabalhar para que Santa Catarina fosse proclamada padroeira da Europa. Seus esforços foram bem-sucedidos em 1º de outubro de 1999, por ordem do Papa João Paulo II.
Foi vice-presidente para a Itália Central da Conferência Episcopal Italiana de 13 de junho de 1972 a 25 de maio de 1978 e de 11 de maio de 1984 a 15 de maio de 1990.
Em 1979, concedeu status legal canônico à associação de fiéis Militia del Tempio - Ordine dei Poor Cavalieri di Cristo, fundada em Poggibonsi (Siena) pelo Conde Marcello Alberto Cristofani della Magione.
Em 30 de setembro de 1986, com o decreto Instantibus votis da Congregação para os Bispos, a estrutura territorial eclesiástica do sul da Toscana foi definitivamente redefinida, suprimindo as dioceses de Colle di Val d'Elsa e Montalcino, que foram unidas a Siena. O Arcebispo Castellano foi, portanto, o primeiro arcebispo metropolitano a assumir o novo título de Siena-Colle di Val d'Elsa-Montalcino.
Em 14 de novembro de 1989, o Papa aceitou sua renúncia à Sé de Siena devido à sua idade, tornando-se seu administrador apostólico até a ascensão de seu sucessor, Gaetano Bonicelli, em 15 de janeiro de 1990.
Ele faleceu aos 94 anos em Siena, em 12 de abril de 2007, após um progressivo declínio físico que, no entanto, não diminuiu seu brilho intelectual. Está sepultado no túmulo arquiepiscopal da Catedral de Siena.